# Caprella fimbriata
Caprella fimbriata is een vlokreeftensoort uit de familie van de Caprellidae. De wetenschappelijke naam van de soort is voor het eerst geldig gepubliceerd in 1994 door Vassilenko.